# 帕納西夫卡 (科洛馬克區)
49°54′4″N 35°16′20″E / 49.90111°N 35.27222°E
帕納西夫卡（烏克蘭語：Панасівка）是位於烏克蘭東部的村莊，由哈爾科夫州博霍杜希夫區的科洛馬克市鎮負責管轄。該村始建於1775年，面積0.77平方公里，海拔高度176米，2001年人口150，人口密度每平方公里194.8人。